# Correlophus
Correlophus Guichenot, 1866 è un genere di sauri della famiglia Diplodactylidae.

## Tassonomia
Comprende le seguenti specie:
- Correlophus belepensis Bauer, Whitaker, Sadlier & Jackman, 2012
- Correlophus ciliatus Guichenot, 1866
- Correlophus sarasinorum (Roux, 1913)